# Hydropsyche hageni
Hydropsyche hageni là một loài Trichoptera trong họ Hydropsychidae. Chúng phân bố ở miền Tân bắc.